# Campeonato Africano de Atletismo de 2010 - 400 m com barreiras feminino
A prova dos 400 metros com barreiras feminino do Campeonato Africano de Atletismo de 2010 foi disputada entre os dias 31 de julho e 1 de agosto de 2010 em Nairóbi,  no Quênia. 

## Recordes
Antes desta competição, os recordes mundiais e do campeonato nesta prova eram os seguintes:
|                       | Nome              | Nacionalidade | Tempo  | Local   | Data                 |
| --------------------- | ----------------- | ------------- | ------ | ------- | -------------------- |
| Recorde mundial       | Yuliya Pechonkina | Rússia        | 52s 34 | Tula    | 8 de agosto de 2003  |
| Recorde do campeonato | Nezha Bidouane    | Marrocos      | 54s 24 | Dakar   | 22 de agosto de 1998 |
| Recorde africano      | Nezha Bidouane    | Marrocos      | 52s 90 | Sevilha | 25 de agosto de 1999 |

## Medalhistas
| Ouro                 | Prata               | Bronze                      |
| Hayat Lambarki (MAR) | Ajoke Odumosu (NGR) | Maureen Jelagat Maiyo (KEN) |

## Cronograma
Todos os horários são locais (UTC+3).
| Data        | Hora  | Evento  |
| ----------- | ----- | ------- |
| 31 de julho | 15:20 | Bateria |
| 1 de agosto | 14:30 | Final   |

## Resultados

### Bateria
Qualificação: 3 atletas de cada bateria (Q) mais os 2 melhores qualificados (q).
| Posição | Bateria | Atleta                   | Nacionalidade  | Tempo   | Notas                |
| ------- | ------- | ------------------------ | -------------- | ------- | -------------------- |
| 1       | 2       | Ajoke Odumosu            | Nigéria        | 55.86   | Q                    |
| 2       | 1       | Hayat Lambarki           | Marrocos       | 56.86   | Q                    |
| 3       | 2       | Maureen Jelagat Maiyo    | Quênia         | 57.02   | Q,                   |
| 4       | 2       | Kou Luogon               | Libéria        | 57.82   | Q                    |
| 5       | 1       | Olga Razanamalala        | Madagáscar     | 57.83   | Q                    |
| 6       | 2       | Wenda Theron             | África do Sul  | 57.84   | q                    |
| 7       | 2       | Carole Made Kaboud Mebam | Camarões       | 57.89   | q                    |
| 8       | 1       | Aïssata Soulama          | Burquina Fasso | 57.96   | Q                    |
| 9       | 1       | Florence Wasike          | Quênia         | 58.35   |                      |
| 10      | 1       | Bimbo Miel Ayedou        | Benim          | 58.44   | Recorde nacional     |
| 11      | 1       | Tabitha Mwihaki          | Quênia         | 59.93   | Recorde da temporada |
| 12      | 2       | Wesene Belay             | Etiópia        | 1:01.00 |                      |
| 13      | 1       | Lemelem Berha            | Etiópia        | 1:03.74 |                      |
| 14      | 2       | Grace Gimo               | Zimbabwe       | 1:20.67 |                      |

### Final
| Posição           | Raia | Atleta                   | Nacionalidade  | Tempo | Notas                |
| ----------------- | ---- | ------------------------ | -------------- | ----- | -------------------- |
| Medalha de ouro   | 4    | Hayat Lambarki           | Marrocos       | 55.96 | Recorde pessoal      |
| Medalha de prata  | 3    | Ajoke Odumosu            | Nigéria        | 55.97 |                      |
| Medalha de bronze | 5    | Maureen Jelagat Maiyo    | Quênia         | 56.74 | Recorde da temporada |
| 4                 | 7    | Kou Luogon               | Libéria        | 57.17 |                      |
| 5                 | 8    | Aïssata Soulama          | Burquina Fasso | 57.19 |                      |
| 6                 | 6    | Olga Razanamalala        | Madagáscar     | 57.51 |                      |
| 7                 | 1    | Wenda Theron             | África do Sul  | 57.70 |                      |
| 8                 | 2    | Carole Made Kaboud Mebam | Camarões       | 58.05 |                      |

Legenda
| Recorde mundial       | Recorde mundial (World record)               |                       | Recorde africano                      | Recorde africano (African) |                                           | Q | Classificado por posição (Qualified) |
| Recorde do campeonato | Recorde do campeonato (Championship record)  | Recorde da América    | Recorde da América (Americas)         | q                          | Classificado por melhor tempo (Qualified) |   |                                      |
| Melhor marca do ano   | Melhor marca do ano (World leading)          | Recorde asiático      | Recorde asiático (Asian)              | DNS                        | Não largou (Did not start)                |   |                                      |
| Recorde nacional      | Recorde nacional (National record)           | Recorde europeu       | Recorde europeu (European)            | DNF                        | Não terminou (Did not finish)             |   |                                      |
| Recorde pessoal       | Recorde pessoal do atleta (Personal best)    | Recorde da Oceania    | Recorde da Oceania (Oceania)          | DSQ / DQ                   | Desclassificado (Disqualified)            |   |                                      |
| Recorde da temporada  | Recorde da temporada do atleta (Season best) | Recorde sul-americano | Recorde sul-americano (South America) | NM                         | Sem marca (No mark)                       |   |                                      |